# ترکیب پیتزبورگ بی
ترکیب پیتزبورگ بی (به انگلیسی: Pittsburgh compound B) یا (PiB) یک آنالوگ رادیواکتیو تیوفلاوین T است که می تواند در اسکن های توموگرافی گسیل پوزیترون برای تصویربرداری از پلاک های بتا آمیلوئید در بافت عصبی استفاده شود. با توجه به این ویژگی، ترکیب B پیتسبورگ ممکن است در مطالعات تحقیقاتی بیماری آلزایمر استفاده شود. 
تاریخچه: 
تشخیص قطعی بیماری آلزایمر تنها پس از اثبات وجود پلاک‌های بتا آمیلوئید (Aβ) و درهم‌تنیدگی‌های نوروفیبریلاری، نشانه‌های پاتولوژیک بیماری آلزایمر در بافت مغز، معمولاً در کالبد شکافی انجام می‌شود. در حالی که اختلالات شناختی بیماری را می توان در طول دوره بیماری تحت نظر داشت، پزشکان هیچ راه مطمئنی برای نظارت بر پیشرفت پاتولوژیک بیماری نداشتند. با توجه به این واقعیت، درک روشنی از فرآیند رسوب آمیلوئید و چگونگی ارتباط رسوبات آمیلوئید با علائم شناختی بیماری آلزایمر هنوز مشخص نیست. در حالی که مراکز پیشرفته برای درمان بیماری آلزایمر قادر به تشخیص این بیماری بر اساس تظاهرات بالینی آن با اطمینان کمی هستند، تشخیص افتراقی بیماری آلزایمر از سایر بیماری های مرتبط با زوال عقل ها کمتر ممکن است. علاوه بر این، از آنجایی که درمان‌های اصلاح‌کننده برای بیماری آلزایمر که به رسوبات بتا آمیلوئید از مغز حمله می‌کنند و آن‌ها را از مغز حذف می‌کنند، وارد آزمایش‌های بالینی می‌شوند،  توسعه ی یک ابزار برای ارزیابی اثربخشی آن‌ها در پاکسازی رسوبات آمیلوئید پس از مرگ،بسیار مورد نیاز بود. 
برای پاسخ به این نیازها، یک تیم تحقیقاتی از دانشگاه پیتزبورگ به رهبری روانپزشک سالمندان ویلیام ای. کلانک و رادیوشیمیدان چستر آ. ماتیس، بنزوتیازول های خنثی ناشی از تیوفلاوین T را سنتز کردند که شامل تعداد کمی از ترکیبات با خواص مناسب برای استفاده به عنوان یک عامل تصویربرداری توموگرافی گسیل پوزیترون یکی از این ترکیبات، 2-(4'-[11C]متیلامینوفنیل)-6-هیدروکسی بنزوتیازول، بر روی افراد انسانی آزمایش شد. تیم دانشگاه پیتسبورگ با تیمی از محققان دانشگاه اوپسالا در  شهر اوپسالا، سوئد، برای انجام اولین آزمایشات این عامل جدید در موضوعات تحقیقاتی انسانی، همکاری کرد. از آنجایی که این دومین ترکیب تحقیقاتی از این کلاس بود که از گروه دانشگاه پیتسبورگ به اوپسالا فرستاده شد، تیم سوئدی آن را به سادگی Pittsburgh Compound-B نامیدند، که آن را نیز به اختصار "PiB" نامیدند. 
اولین مطالعه PiB روی یک فرد انسانی با تشخیص بالینی بیماری آلزایمر توسط هنری انگلر در فوریه 2002 در دانشگاه اوپسالا انجام شد. اسکن PET نشان داد که این ترکیب در مناطقی از قشر مغز که حاوی رسوبات آمیلوئید قابل توجهی از معاینات پس از مرگ است، باقی مانده است. مطالعه اولیه انسانی PiB به 16 فرد مبتلا به بیماری آلزایمر و 9 فرد کنترل سالم از نظر شناختی گسترش یافت که گزارش آن در سال 2004 در Annals of Neurology منتشر شد.[1] 
پس از مطالعه اولیه، PiB به عنوان یک ابزار تحقیقاتی توسط سایر مؤسسات تحقیقاتی پذیرفته شده است. علاوه بر این، GE Healthcare در حال توسعه یک عامل تشخیصی بالینی مبتنی بر PiB برای ارزیابی آمیلوئیدوز مغز است.